# Kitež

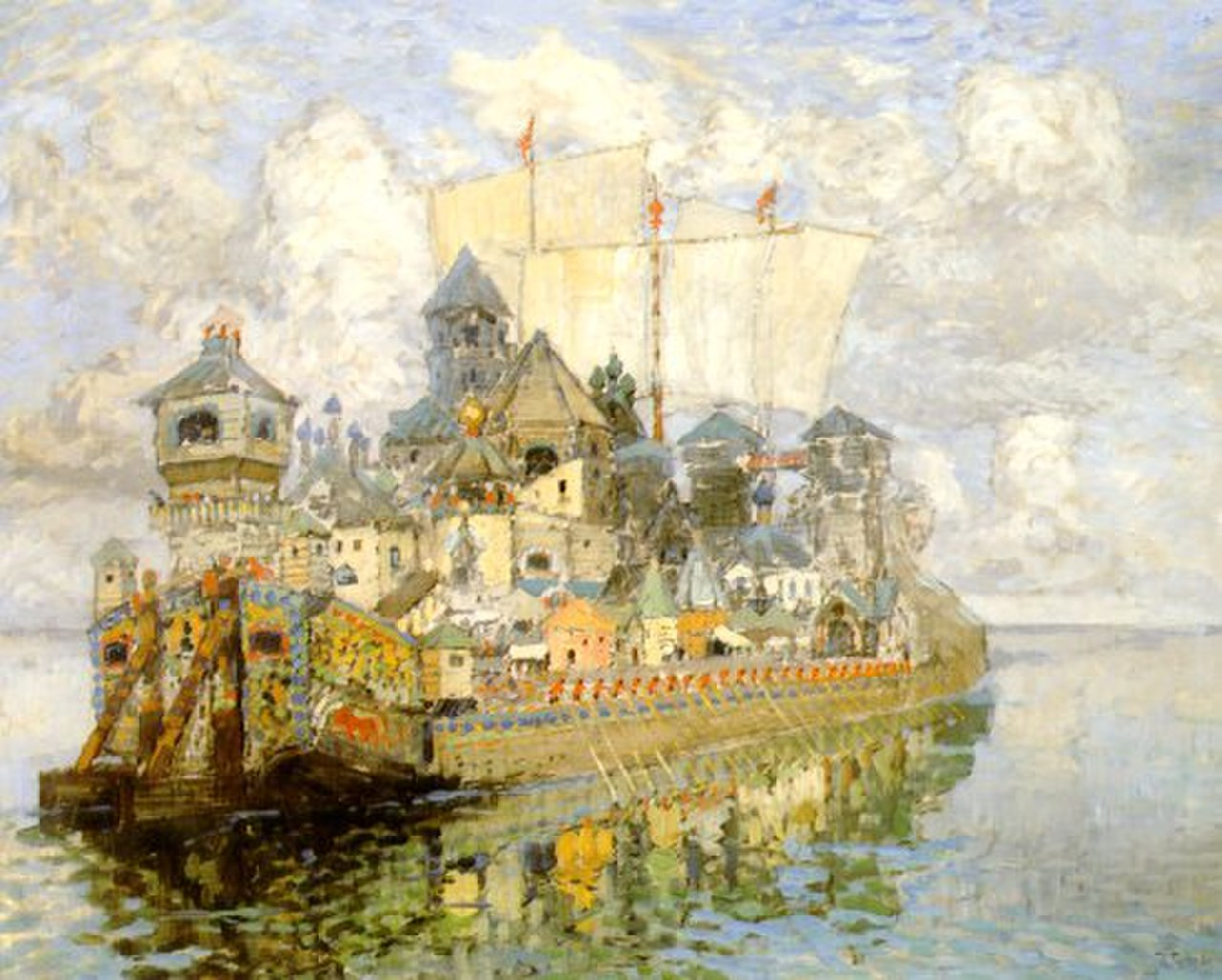
L'invisibile città di Kitež, Konstantin Gorbatov

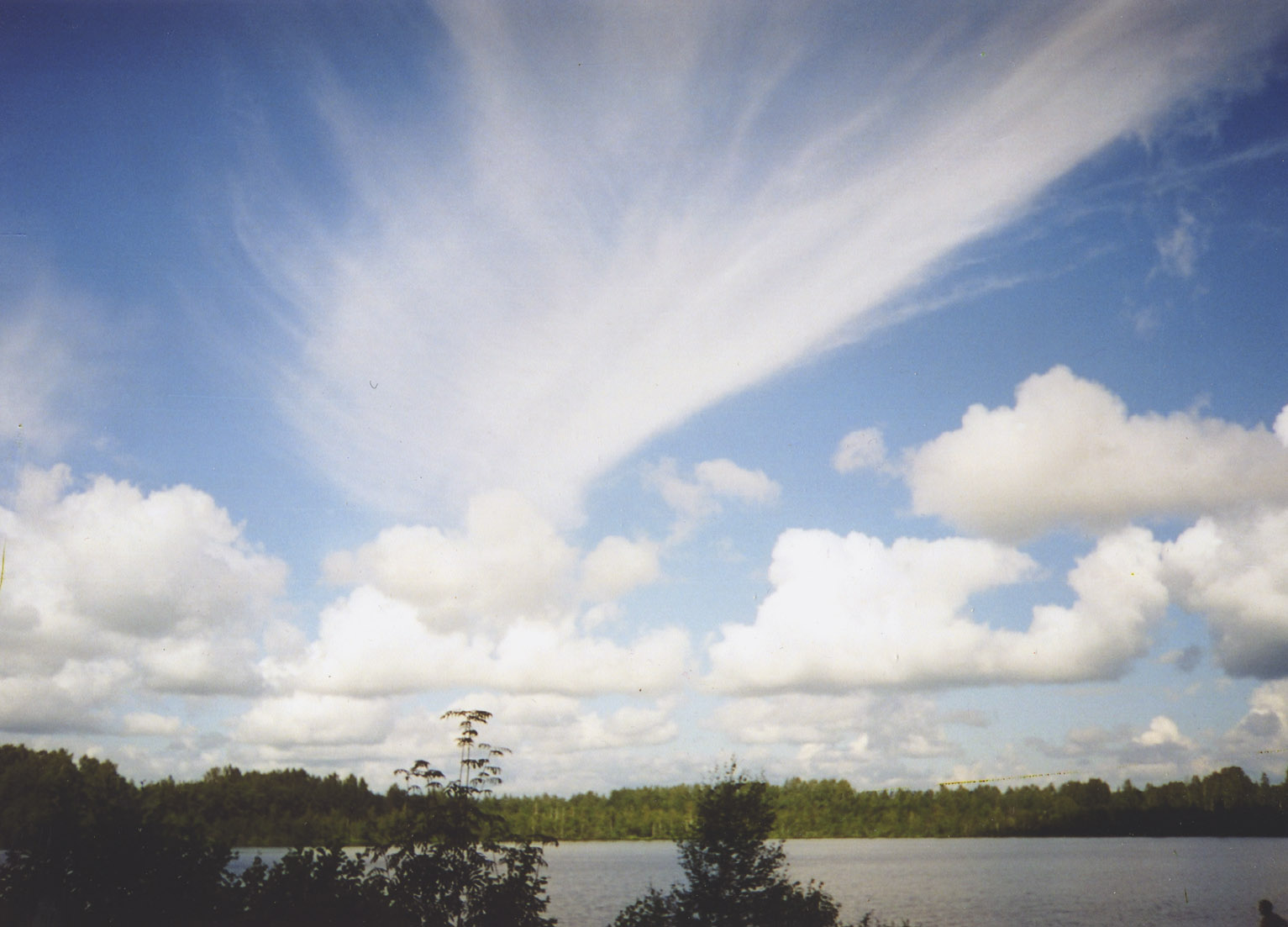
Il lago Svetlojar nel Voskresenskij rajon

Kitež (in russo Китеж?) è una città leggendaria localizzata sulle rive del lago Svetlojar, nell'Oblast' di Nižnij Novgorod, in Russia. Il suo mito fu menzionato per la prima volta nella cosiddetta "Cronaca di Kitež", un documento anonimo del tardo XVIII secolo che si ritiene originato nell'ambiente dei Vecchi credenti.

## Leggenda
Secondo la leggenda il gran principe Jurij II fondò la città di Malyj Kitež (Piccola Kitež) sulle rive del fiume Volga (l'odierna Krasnyj Cholm). In passato tale città fu erroneamente identificata in Gorodec, fondata in realtà ben trent'anni prima della nascita del principe Jurij II nel 1189. Successivamente costui attraversò i fiumi Uzola, Sanda e Kerženec e trovò un bellissimo luogo ubicato sulle rive del lago Svetlojar, dove decise di costruire la città di Bol'šoj Kitež (Grande Kitež). In base agli studi di paretimologia il nome della città deriverebbe dalla residenza reale di Kidekša (vicino Suzdal'), saccheggiata dai mongoli nel 1237. Mentre invece il linguista Max Vasmer attribuì al nome un'etimologia "oscura".
Dopo aver assoggettato alcuni territori russi il capo mongolo Batu Khan sentì parlare di Kitež e decise di dirigersi verso di essa. I mongoli innanzitutto presero il controllo della Piccola Kitež, costringendo Jurij e i suoi uomini a ritirarsi nei boschi siti nei pressi della Grande Kitež. A quel punto, un prigioniero avrebbe rivelato ai mongoli un sentiero segreto capace di condurre al lago Svetlojar. Fu così che le armate asiatiche giunsero al cospetto delle mura della città e scoprirono con sorpresa che essa non era dotata di fortificazioni. In aggiunta a ciò, notarono che gli abitanti della città non intendevano difendersi con le armi, ma che erano al contrario impegnati a pregare con fervore, chiedendo a Dio la propria redenzione. Quando i mongoli avanzarono per attaccare la città si accorsero che essa stava per essere sommersa dalle acque del lago. L'ultima cosa che videro inabissarsi fu la lucente cupola della cattedrale sormontata dalla croce.
Questa leggenda ha dato vita a numerose credenze sopravvissute nonostante il passare dei secoli. È diffusa l'idea che solo i puri di cuore possano trovare la strada per Kitež e, ironicamente, il percorso che conduce al lago è tuttora chiamato "sentiero di Batu" (Батыева тропа). Un'altra credenza vuole che nei momenti di tempo sereno sia possibile sentire canti e suoni di campane provenienti dal fondo del lago. Inoltre, alle persone più pie sarebbe possibile vedere le luci delle processioni religiose (chiamate "крестный ход") e addirittura gli edifici della città. Per tutti questi motivi il lago Svetlojar viene talvolta chiamato "Atlantide russa".

## Nell'arte

### Letteratura
- Nelle foreste (1874), romanzo di Pavel Mel'nikov;
- Lunedì inizia sabato (1964), romanzo fantascientifico dei fratelli Strugackij (Kitežgrad è citata più volte, come sede dell'impianto di mago-tecnica);
- La favola della Trojka (1967), romanzo fantascientifico dei fratelli Strugackij (è il seguito di Lunedì inizia sabato; qui l'azione si svolge proprio a Kitežgrad);
- Kitež scarlatta (1907), raccolta poetica di Sergej Gorodeckij;

### Musica
- Il racconto della grande città di Kitež e del placido lago Svetlojar (1902), opera lirica di Sergej Vasilenko;
- La leggenda dell'invisibile città di Kitež e della fanciulla Fevronija (1907), opera lirica di Nikolaj Rimskij-Korsakov;

### Cinema
- Il film sovietico Čarodei (1982) è ambientato nella leggendaria città;
- Il documentario Rintocchi dal profondo (1993) del regista tedesco Werner Herzog tratta anche il tema della ricerca della città;
- Il film russo Žila-byla odna baba (2011) contiene un'allegoria del racconto di Kitež;

### Videogiochi
- Nel videogioco Rise of the Tomb Raider Lara Croft cerca di seguire le orme del padre per trovare la tomba di un Profeta bizantino che ha poi successivamente fondato la città perduta di Kitež, in Siberia.